# John Warnock

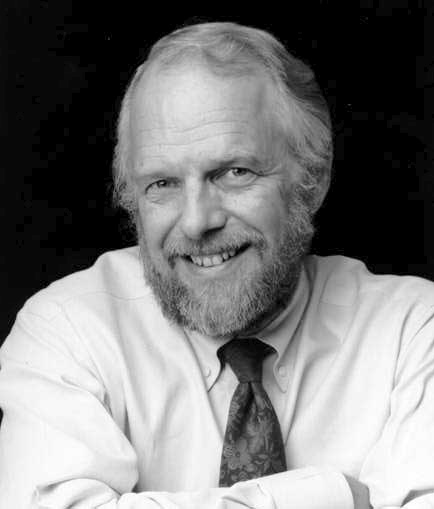
John Warnock

John Edward Warnock (6 de octubre de 1940–19 de agosto de 2023) fue un científico informático estadounidense, inventor, empresario tecnológico y filántropo, conocido principalmente por cofundar Adobe Inc., junto con Charles Geschke, en 1982. Fue presidente de Adobe durante sus dos primeros años y posteriormente presidente y director ejecutivo durante dieciséis años. Aunque se retiró como CEO en 2001, continuó como copresidente del consejo de administración hasta 2017. Warnock fue pionero en el desarrollo de tecnologías gráficas, de publicación, web y de documentos electrónicos que revolucionaron la industria de la comunicación visual y editorial.

## Primeros años y educación
Warnock nació el 6 de octubre de 1940 en Salt Lake City, Utah. A pesar de tener dificultades con las matemáticas en la escuela, se graduó del Olympus High School en 1958. Obtuvo una licenciatura en matemáticas y filosofía, un doctorado en ingeniería eléctrica (con especialización en informática) y un doctorado honorario en ciencias por la Universidad de Utah, donde fue miembro de la fraternidad Beta Theta Pi. También recibió un doctorado honorario del American Film Institute. Se casó en 1965 con la diseñadora gráfica Marva Warnock y tuvo tres hijos. Vivían en el Área de la Bahía de San Francisco.

## Carrera profesional
En la década de 1960, Warnock publicó una solución al radical de Jacobson para matrices de filas finitas, y en su tesis doctoral de 1969 introdujo el algoritmo de Warnock para la eliminación de superficies ocultas en gráficos por ordenador.
Durante los años 70 trabajó en Evans & Sutherland y posteriormente en Xerox PARC, donde junto a Geschke desarrolló el lenguaje gráfico InterPress. Al no lograr que Xerox lo comercializara, fundaron Adobe Inc. en 1982 y crearon el lenguaje PostScript, que revolucionó la impresión digital y posibilitó el auge de la autoedición.
Posteriormente lideró el desarrollo de Adobe Illustrator (1987), y en 1991 propuso el proyecto "Camelot", que sentó las bases del formato PDF.
Poseía 20 patentes y fue miembro de consejos directivos de empresas como Netscape, Salon Media Group y el American Film Institute. La tipografía Warnock de Adobe fue nombrada en su honor.
Falleció en Los Altos, California, el 19 de agosto de 2023, a los 82 años, debido a un cáncer de páncreas.